# Факторы риска рака молочной железы
Факторы риска рака молочной железы (РМЖ) можно разделить на предотвратимые и непредотвратимые. Их изучение относится к области эпидемиологии. Рак молочной железы, как и другие виды рака, может быть следствием многочисленных экологических и наследственных факторов риска. Термин «экологический», используемый исследователями рака, означает любой фактор риска, который не является генетически наследуемым.
К факторам риска развития рака молочной железы относят: курение (особенно, если оно начато в юном возрасте); раннее менархе; поздняя менопауза (после 55 лет); отягощённый семейный анамнез (онкозаболевания у кровных родственников); больные, леченные по поводу рака женских половых органов; ожирение; сахарный диабет; гипертоническая болезнь; злоупотребление алкоголем; непрерывное (более 10 лет) употребление экзогенных гормонов с целью контрацепции или лечения.

## История изучения
В прошлые века развитие рака молочной железы чаще всего рассматривалось как божественная кара. Со времён древнегреческой медицины и до конца XVII века доминирующим медицинским объяснением был дисбаланс четырёх гуморов, но к началу XVIII века теория в целом была отвергнута, и было выдвинуто множество других, часто связанных с сексуальной активностью. В 1713 году итальянский врач Бернардино Рамаццини заявил, что у монахинь рак груди развивается чаще, чем у замужних женщин, потому что они не вступают в половые отношения, а «неестественное» отсутствие сексуальной активности вызывает нестабильность груди; другие утверждали, что причиной часто является слишком активная половая жизнь. Другие теории XVIII века включали в себя различные проблемы с движением жидкостей в организме, такие как закупорка лимфатических путей, свернувшееся грудное молоко или превращение гноя, оставшегося после инфекции.
К 2010 году этиология рака молочной железы была исследована недостаточно. В отличие от рака лёгкого или рака мочевого пузыря, ни один из канцерогенов окружающей среды не удавалось убедительно связать с провокацией рака молочной железы. Из-за неопределённости женщины зачастую винят себя, предполагая, что причиной РМЖ у них является диета, история деторождения, решение не кормить грудью или уровень физической активности.

## Возраст
Риск заболеть раком молочной железы увеличивается с возрастом. Вероятность развития РМЖ у женщины в 60 лет более чем в 100 раз выше, чем в 20 лет. Согласно одному из обзоров 2021 года, риск в течение всей жизни женщины составляет примерно 1,5 % в возрасте 40 лет, 3 % в возрасте 50 лет и более 4 % в возрасте 70 лет. При этом у молодых людей рак более агрессивен.
В США рак молочной железы в какой-то момент жизни будет диагностирован у каждой восьмой женщины (~13 %) и каждого восьмисотого мужчины (~0,13 %). Эти цифры могут варьироваться в зависимости от места, в котором человек растёт, поскольку многочисленные факторы окружающей среды могут повышать или понижать риск.

## Пол
Риск развития рака молочной железы у мужчин гораздо ниже, чем у женщин. В развитых странах около 99 % случаев РМЖ диагностируется у женщин; в нескольких африканских странах, где отмечается самая высокая заболеваемость раком молочной железы, на долю мужчин приходится 5—15 % случаев. Заболеваемость РМЖ у мужчин, похоже, несколько возрастает.
Больные раком молочной железы мужского пола, как правило, старше женщин. У них чаще диагностируются гормон-рецептор-положительные опухоли, причём примерно в шести случаях из семи — эстроген-рецепторные. Общий прогноз для мужчин хуже, чем для женщин.

## Генетика
В ряде случаев рак молочной железы предстаёт как классическое наследственное заболевание. Наиболее выраженными генетическими факторами предрасположенности к раку молочной железы исследователи считают гены BRCA1 (№ NM_007294 в базе данных GenBank) и BRCA2 (№ NM_007294 в GenBank); вклад наследственных мутаций в этих генах в частоту наследственных заболеваний раком молочной железы — около 20 %. Подобную роль играют и гены ATM, TP53 (ген белка p53), PTEN.
Была исследована экспрессия различных генов в опухолях молочной железы и выделены различные молекулярные типы опухоли. Клинически, они имеют существенно различный риск развития метастазов и требуют различной терапии. Коллекция данных по экспрессии 17 816 генов в опухолях молочной железы доступна онлайн и используется не только для медико-биологических исследований, но и как ставший классическим тестовый пример для визуализации и картографии данных.
В исследованиях Института медицинских исследований Гарвана в Австралии обнаружено, что развитию метастазов опухоли молочной железы и прогрессированию рака способствует белок ELF5. Симптомы рака молочной железы на ранних стадиях заболевания могут отсутствовать или характеризоваться появлением в молочной железе небольших малочувствительных подвижных масс. Рост опухоли сопровождается нарушением её подвижности, фиксацией, розоватыми или оранжевыми выделениями из соска.

## Диета
Западная модель питания связана с повышенным риском развития рака молочной железы.

### Алкоголь
Существуют убедительные доказательства, что употребление алкогольных напитков повышает риск развития рака молочной железы.

### Кальций
В нескольких обзорах была обнаружена слабая обратная связь между потреблением кальция с пищей и риском развития рака молочной железы. Международный фонд исследования рака и Американский институт исследования рака заявили, что существуют ограниченные доказательства того, что диеты с высоким содержанием кальция могут снизить риск развития рака молочной железы.

### Фрукты и овощи
Высокое общее потребление пищевых волокон и общее потребление фруктов и овощей связано со снижением риска развития рака молочной железы.

### Мясо
Высокое общее потребление переработанного мяса и красного мяса связано с повышенным риском развития рака молочной железы.

### Насыщенные жиры
В нескольких обзорах исследований методом «случай — контроль» установлено, что потребление насыщенных жиров связано с повышенным риском развития рака молочной железы.

### Сахар
Потребление сахара не вызывает рак. Национальный фонд по борьбе с раком груди заявил, что «чрезмерное потребление любой пищи может способствовать увеличению веса, ожирению и проблемам со здоровьем, что, в свою очередь, может повысить риск развития рака молочной железы, однако прямой связи между сахаром и раком молочной железы не существует. Умеренное потребление сахара в рамках здорового питания не вызывает рак груди».

## Гормоны
Грудное вскармливание снижает риск развития рака молочной железы, особенно систематическое (продолжительными периодами).

## Экология
Согласно исследованию учёных из Университета Тафтса, риск развития рака молочной железы повышает бисфенол А (BPA), содержащийся в пищевом пластике.

## Вирусы
По результатам исследований, проведённых в 2010-х годах в Калифорнийском университете в Беркли, удалось выявить дополнительный фактор риска рака молочной железы, которым оказался вирус лейкоза коров (BLV). Исследователями допускается, что наличие в организме человека этого вируса связано с риском рака молочной железы больше, чем традиционные факторы риска: ожирение, употребление алкоголя и приём гормональных препаратов в постменопаузе. На 2015 год была доказана лишь связь между раком молочной железы и присутствием BLV в организме. Является ли вирус причиной развития опухоли, неизвестно.